# Чемпионат Европы по шоссейному велоспорту 2016 — групповая гонка (юниоры)

Групповая гонка среди юниоров на Чемпионате Европы по шоссейному велоспорту прошла 16 сентября 2016 года.  Дистанция составила 123,3 км. Для участия в гонке были заявлены 150 спортсменов, стартовало - 149, из которых финишировало 113 участников. 

Титул чемпиона Европы  завоевал французский велогонщик  Николя Малле, показавший время 3ч 03' 49". На втором месте француз Эмильен Жаньер, на третьем -  велогонщик из Словении Тадей Погачар, показавшие одинаковое время с победителем.

### Итоговая классификация
| Место | Участник            | Страна       | Время      |
| ----- | ------------------- | ------------ | ---------- |
| 1 -   | Николя Малле        | (Франция)    | 3ч 03' 49" |
| 2 -   | Эмильен Жаньер      | (Франция)    | + 0"       |
| 3 -   | Тадей Погачар       | (Словения)   | + 0"       |
| 4     | Нильс Экхофф        | (Нидерланды) | + 0"       |
| 5     | Самуэле Баттистелла | (Италия)     | + 0"       |
| 6     | Филиппо Зана        | (Италия)     | + 0"       |
| 7     | Рето Мюллер         | (Швейцария)  | + 0"       |
| 8     | Барнабаш Пеак       | (Венгрия)    | + 4"       |
| 9     | Робин Фруадево      | (Швейцария)  | + 4"       |
| 10    | Седрик Уллебо       | (Норвегия)   | + 9"       |
|       |                     |              |            |
| 41    | Евгений Казанов     | (Россия)     | + 21"      |
| 59    | Владислав Степанов  | (Россия)     | + 2' 19"   |
| 62    | Ансель Фаткуллин    | (Россия)     | + 2' 52"   |
| 66    | Константин Некрасов | (Россия)     | + 3' 02"   |
| 79    | Антон Попов         | (Россия)     | + 3' 07"   |
| 112   | Александр Бондарев  | (Россия)     | + 20' 40"  |